# Фантастика и футурология
«Фанта́стика и футуроло́гия» (пол. Fantastyka i futurologia) — монография Станислава Лема о научной фантастике и футурологии, впервые изданная в ПНР в издательстве Wydawnictwo Literackie в 1970 году.
Официальный сайт Лема интерпретирует эту работу как несущую тройную функцию: попытку создать теорию жанра научной фантастики, интерпретацию собственных сочинений Лема, и обзор мировой научной фантастики, представляющий «своего рода лемовскую теорию всего — всего, что связано с научной фантастикой и её ролью в приобретении знаний человеком».
В книге подвергнута острой критике современная Лему западная научная фантастика. Как писал Лем, «SF стала вульгарной мифологией технологической цивилизации. <…> Эта монография является выражением моей личной утопии, моей тоски по лучшей SF, которая должна быть». В издании 1972 года Лем несколько смягчил критику, в частности, в отношении произведений Филипа К. Дика. Лем признался, что его мнение о произведениях Ф. Дика было основано на ограниченном числе его книг, причём далеко не лучших.